# Halaelurus lineatus
Halaelurus lineatus är en hajart som beskrevs av Bass, D'Aubrey och Kistnasamy 1975. Halaelurus lineatus ingår i släktet Halaelurus och familjen rödhajar. IUCN kategoriserar arten globalt som otillräckligt studerad. Inga underarter finns listade i Catalogue of Life.